# Choh-Ming Li

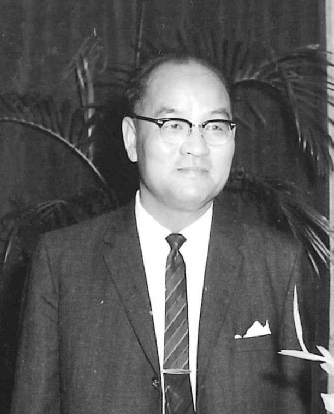
Li in 1963

Choh-Ming Li bzw. Li Zhuomin (chinesisch 李卓敏, Pinyin Lǐ Zhuōmǐn; * 1912; † 1991) war ein chinesischer Wirtschaftswissenschaftler und Pädagoge. 1963 war er der erste Vice-Chancellor der Chinese University of Hong Kong. Er lehrte später an der University of California, Berkeley.
Sein bekanntestes Werk ist sein Lishi zhongwen zidian (李氏中文字典), ein Schriftzeichen-Wörterbuch, in dem die chinesischen Schriftzeichen nach ihren Lautelementen sortiert sind. Bei dieser Form der Anordnung stehen alle mit denselben Lautelementen (Phonetika) zusammengesetzten Zeichen an einem Ort.

## Werke
- Lishi zhongwen zidian. Shanghai: Xuelin chubanshe 1981